# Quella villa in fondo al parco
Quella villa in fondo al parco è un film del 1988, diretto da Anthony Ascot (alias Giuliano Carnimeo). È un film horror fantascientifico del filone dei mostri generati da mutazioni genetiche.

## Trama
Su un'isola dei Caraibi viene rinvenuto il corpo divorato dai ratti d'una modella; Terry, sorella della vittima, giunge sul luogo e indaga aiutata da uno scrittore di gialli conosciuto all'aeroporto. Nessuno sa che l'assassino è un feroce mutante metà scimmia e metà ratto.

## Accoglienza

### Critica
(Fantafilm)